# Nutepelmen
Nutepelmen (russisch Нутэпэльме́н, auch Нутепельмен; tschuktschisch Нутэпылмын, Nutepylmyn) ist ein Dorf (selo) im Autonomen Kreis der Tschuktschen (Russland) mit 157 Einwohnern (Stand 14. Oktober 2010).

## Geographie
Der Ort liegt etwa 450 km Luftlinie nordöstlich des Kreisverwaltungszentrums Anadyr an der nordöstlichen Küste der Tschuktschen-Halbinsel zur Tschuktschensee. Er befindet sich auf einer Landspitze, an die in beiden Richtungen Nehrungen anschließen, die nordwestlich die Lagune Pynopelgyn und südöstlich die kleinere Lagune Rypatynopelgyn vom offenen Meer trennen. Etwa 40 km südsüdöstlich des Dorfes liegt der Eingang des Koljutschinbusens (Koljutschinskaja guba), nordöstlich im Meer die Insel Koljutschin, von der Küste durch die gut 11 km breite Sergijewski-Straße (proliw Sergijewskowo) getrennt.
Nutepelmen gehört zum Stadtkreis Egwekinot; es ist von dessen namensgebendem Verwaltungssitz, der Siedlung Egwekinot, 220 km in nordöstlicher Richtung entfernt.

## Geschichte
Das Dorf entstand in der heutigen Form in den 1930er-Jahren im Rahmen der Sesshaftmachung der halbnomadisch lebenden tschuktschischen Urbevölkerung. Der Name steht im Tschuktschischen etwa für „Land im Dunst“ (нутэ, nute von нутэнут, nutenut „Land, Erde“; пылмын, pylmyn „Dunst, Nebel“) und bezieht sich auf eine häufige Wetterlage an der dortigen Meeresküste.
Nutepelmen gehört zu den Orten des Autonomen Kreises, deren Bausubstanz in den 2000er-Jahren faktisch komplett erneuert wurde.

## Verkehr
Von Egwekinot ist Nutepelmen per Hubschrauber über das 60 km nordwestlich gelegene Wankarem erreichbar, mit dem in der eisfreien Zeit auch Bootsverbindung besteht. Im Winter wird regelmäßig eine Piste zum Kilometer 121 (etwa 30 km nördlich von Amguema) der fast 200 km westlich vorbeiführenden Straße Egwekinot – Iultin (– Mys Schmidta/Ryrkaipij) eingerichtet.